# Melipotes gymnops
Melipotes gymnops là một loài chim trong họ Meliphagidae.